# Carles Grau
Carles Grau   (Barcelona, 1714 - 1798) fou un arquitecte i escultor català, deixeble de Pere Costa.

## Biografia
Treballà al Castell de Sant Ferran de Figueres, on feu la font de la plaça. A Barcelona feu les imatges laterals (avui desaparegudes) de la façana de Sant Miquel del Port, a la Barceloneta, l'escultura aplicada del Palau de la Virreina (1775), la capella de Santa Marta (avui a l'Hospital de la Santa Creu) o la Basílica de la Mercè, una obra de caràcter tardobarroc, que es va construir entre 1765 i 1775, i en la qual treballà al costat de Josep Mas i Dordal. També ha deixat la seva petjada en obres com el Col·legi de Cirurgia i el Palau del duc de Sessa l'Església de Sant Felip Neri de Barcelona o la construcció del nou altar major de la Verge del Cor de Valldonzella.
Va destacar en l'intent d'impulsar l'establiment d'un acadèmia de Belles Arts a Barcelona on poder estudiar arquitectura, signant, al costat d'altres artistes del moment, una carta dirigida a sa majestat el 1758.